# 马里奥·真塔
马里奥·真塔（義大利語：Mario Genta，1912年3月1日—1993年1月9日），意大利男子足球运动员。他曾代表意大利国家队参加1938年国际足联世界杯，结果获得冠军。